# Бек, Христиан Даниель
Христиан Даниэль Бек (нем. Christian Daniel Beck; 22 января 1757, Лейпциг — 13 декабря 1832, там же) — немецкий философ

, историк и богослов; почётный член Санкт-Петербургской академии наук.

## Биография
Христиан Даниэль Бек родился 22 января 1757 года в городе Лейпциге, учился в лейпцигской школе Святого Фомы, а после в местном университете, а затем, на протяжении всей жизни, состоял профессором латинской и греческой литератур.
В 1799 году он был поставлен во главе лейпцигской филологической семинарии, преобразованной из учрежденного им же филологического общества, и руководил ею до самой своей смерти. Из классиков Беком были изданы Пиндар, Аристофан, Еврипид, Платон, Цицерон и Кальпурниус.
Учёный написал около двухсот сочинений, в том числе: «Anleitung zur Kenntnis der allgemeinen Welt- und Völkergeschichte» (Лейпц., 1787—1807); «Ueber die Würdigung des Mittelaltes» (1812); «Commentarii historici decretorum relig. christ. et formulae Lutheranae» (1801) и другие. На его лекции приезжали люди со всей Германии.
Христиан Даниэль Бек скончался 13 декабря 1832 года в родном городе. После себя он оставил огромную библиотеку из 24 тысяч томов.

## Дети
Сын учёного — Иоганн Людвиг Бек (нем. Johann Ludwig Wilhelm Beck; 27 октября 1786 года; Лейпциг — 14 февраля 1869 года) — юрист по образованию, был сначала профессором в Кёнигсберге, а с 1835 поступил на службу во вновь учрежденный лейпцигский апелляционный суд, председателем которого состоял с 1837 по 1863 год. Среди его трудов, одним из наиболее заметных является «Corpus juris civilis» (2 тома, Лейпциг, 1829—30).